# Edificio Vallecas 51
Vallecas 51 es un edificio residencial de vivienda protegida situado en Madrid, concretamente en el Ensanche de Vallecas.

## Diseño
Este edificio tiene viviendas de unos 50 metros cuadrados y dos dormitorios, a excepción de los áticos que cuentan con un solo dormitorio, dos locales comerciales y cuatro sótanos de garaje.
Su fachada está cubierta por placas de policarbonato celular sobre perfilería de acero que cubre los huecos a modo de contraventanas, sirviendo de protección frente a la radiación solar y creando un filtro que permite recircular el aire caliente, contribuyendo a la adecuada ventilación de las fachadas y un aislamiento térmico y acústico del interior.
En el interior del edificio las viviendas están repartidas en galerías, a modo de corralas, que mejoran la iluminación y permiten la ventilación cruzada de cada una, incrementando la superficie útil y además el patio central que une los núcleos verticales, permite una mayor iluminación de las viviendas.
El edificio tiene en la parte superior unas placas solares usadas para calentar el agua sin el uso de calderas, lo cual permite un ahorro del 40%.
A pesar de que su fachada con tonos verdes y ventanas puestas de forma irregular, que pretenden darle un aire moderno al edificio, suele ser criticado por su diseño "feo", al igual que otros edificios de vivienda protegida como el Edificio Mirador o el Edificio Vallecas 20.